# Hissein Hassan Abakar
Hissein Abakar Abdoulaye Irreguè (également connu sous les pseudonymes Hssn Irreguè et Abou Irreguè Barka) est une personnalité tchadienne connue pour son engagement social et politique à travers les réseaux sociaux et son rôle professionnel dans l’administration publique.
Biographie
Né et ayant grandi au Tchad, Hissein Irreguè a suivi ses études dans son pays natal. Issu d’une famille ancrée dans les traditions locales, il s’est tôt engagé dans la défense des droits du peuple et la promotion de la justice sociale.
Engagement sur les réseaux sociaux
Sur Facebook, sous le pseudonyme Hssn Irreguè, il s’est fait connaître par ses publications dénonçant l’hypocrisie et les injustices liées au milieu politique et militaire, défendant la cause du peuple tchadien. Il a récemment changé son nom de compte en Abou Irreguè Barka pour continuer à amplifier sa voix et son action en ligne.
Carrière professionnelle
Hissein Irreguè occupe le poste de Commandant de secteur de l’Environnement dans une sous-préfecture tchadienne. Dans ce rôle, il est responsable de la gestion des ressources naturelles, de la lutte contre l’abattage illégal, et de la sensibilisation des populations à la protection de l’environnement.

## Biographie

### Jeunesse et formation
Né vers 1947 dans la petite ville d'Am Dam, dans l'ouest du Tchad (région du Sila), Hissein Hassan Abakar grandit au Soudan, où il obtient son baccalauréat.  
Il étudie ensuite à l'université islamique de Médine (Arabie saoudite), où il obtient un master en hadîth, à l'École supérieure des imams de la Mecque puis à l'université islamique d'Omdourman (Soudan), d'où il sort docteur en hadîth. 

### Parcours religieux
Rentré dans son pays natal en 1990, il se rapproche d'Idriss Déby et de son parti, le Mouvement patriotique du salut (MPS). Il devient également colonel dans l'armée clanique. 
En 1991, il devient président du Conseil supérieur des affaires islamiques du Tchad et cherche à entretenir des relations pacifiques avec les autres religions.  
En 2009, les chercheurs du Centre royal d'études stratégiques islamiques et du Centre pour la compréhension entre musulmans et chrétiens de l'université de Georgetown le classent parmi les « 500 musulmans les plus influents ». 
En 2010, il met en place un dialogue interreligieux avec ses homologues catholiques (notamment Matthias N'Gartéri Mayadi, archevêque de N'Djaména) et évangéliques qui permet d'organiser une prière collective chaque 28 novembre. Il est également à l'origine d'œuvres de charité permettant la construction d'écoles, d'universités, de centres de santé et de mosquées et la prise en charge des personnes les plus vulnérables (notamment les enfants et les femmes). 
Hissein Hassan Abakar est, en outre, un des fondateurs de la Ligue islamique mondiale,.

### Mort et hommages
Malade depuis plusieurs années, il meurt le 14 janvier 2018 à l'hôpital européen Georges-Pompidou, dans le 15e arrondissement de Paris, à l'âge de 71 ans. À l'annonce de sa mort, un deuil national de trois jours est décrété. Le 16 janvier 2018, de nombreux Tchadiens de diverses confessions ont alors déserté les rues pour assister à la cérémonie funéraire officielle organisée sur la place de la Nation de N'Djaména puis à la grande mosquée de la capitale, en présence du président Idriss Déby, proche du défunt. Hissein Hassan Abakar est enterré au cimetière de Lamadji.
Le 25 avril 2018, Mahamat Khatir Issa est désigné pour lui succéder à la tête du Conseil supérieur des affaires islamiques du Tchad.